# Бутарик, Эдгар
Эдгар Поль Бутарик (фр. Edgard Boutaric; 1829—1877) — французский историк.

## Биография
Эдгар Бутарик родился 9 сентября 1829 года в городе Шатодёне (французский департамент Эр и Луар). Учился в Национальной школе хартий.
По окончании последней Бутарик служил при архивах, заведовал изданием многих старинных актов, в 1876 году был избран в члены Академии надписей и изящной словесности.
Эдгар Поль Бутарик скончался 17 декабря 1877 года в городе Париже.

## Избранная библиография
- «La France sous Philippe le Bel» (Париж, 1861);
- «Saint-Louis et Alphonse de Poitiers» (1870 — оба сочинения были удостоены академических премий);
- «Les institutions militaires de la France avant les armées permanentes» (1863);
- «Les actes du parlement de Paris, 1254—1328» (1863—67, 2 т.);
- «Correspondance secrète de Louis XV sur la politique étrangère» (1866);
- «Mémoires de Frédéric II» (1866, 2 тома; совместно с Эмилем Кампардоном[6])[5].